# Коломбье (Шер)
Коломбье́ (фр. Colombiers) — коммуна во Франции, находится в регионе Центр. Департамент — Шер. Входит в состав кантона Сент-Аман-Монтрон. Округ коммуны — Сент-Аман-Монтрон.
Код INSEE коммуны — 18069.

## География
Коммуна расположена приблизительно в 240 км к югу от Парижа, в 145 км южнее Орлеана, в 45 км к югу от Буржа.
По территории коммуны проходит канал Берри, а вдоль юго-западной границы коммуны протекает река Шер.

## Население
Население коммуны на 2008 год составляло 397 человек.
| 1962 | 1968 | 1975 | 1982 | 1990 | 1999 | 2008 |
| ---- | ---- | ---- | ---- | ---- | ---- | ---- |
| 255  | 258  | 227  | 260  | 320  | 356  | 397  |

## Экономика
Основу экономики составляют лесное и сельское хозяйство.
В 2007 году среди 259 человек в трудоспособном возрасте (15-64 лет) 179 были экономически активными, 80 — неактивными (показатель активности — 69,1 %, в 1999 году было 75,5 %). Из 179 активных работали 167 человек (85 мужчин и 82 женщины), безработных было 12 (4 мужчины и 8 женщин). Среди 80 неактивных 24 человека были учениками или студентами, 33 — пенсионерами, 23 были неактивными по другим причинам.

## Достопримечательности
- Замок Саль (XV век). Исторический памятник с 1987 года[3]
- Крест на кладбище (XVII век). Исторический памятник с 1926 года[4]
- Инженерные сооружения канала Берри (XIX век). Исторический памятник с 2009 года[5]
- Романская церковь Сен-Мартен (XII век)
- Мост-канал Ла-Траншас[фр.]
- Остатки галло-римского акведука

## Фотогалерея

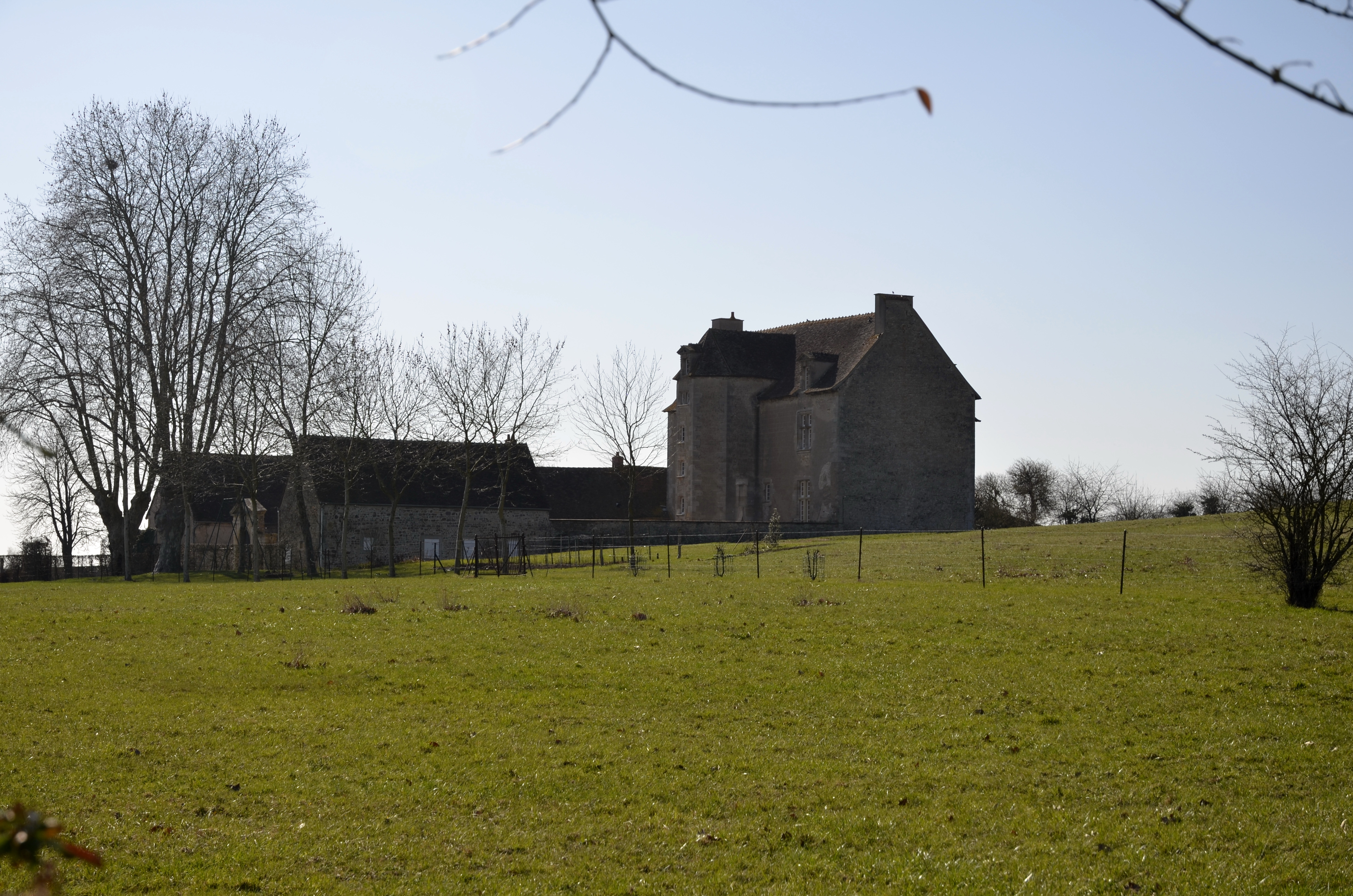
Замок Саль
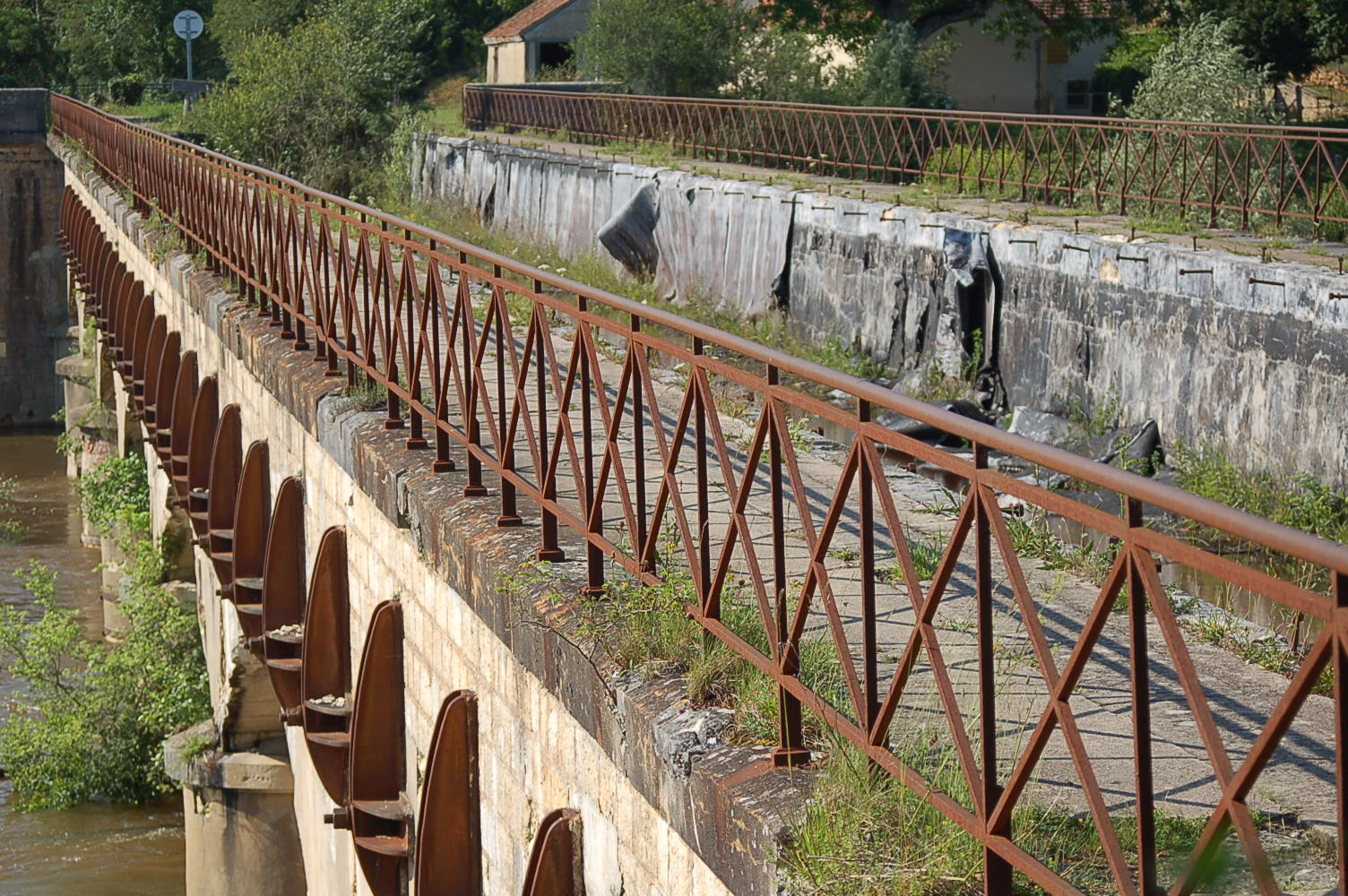
Мост-канал Ла-Траншас
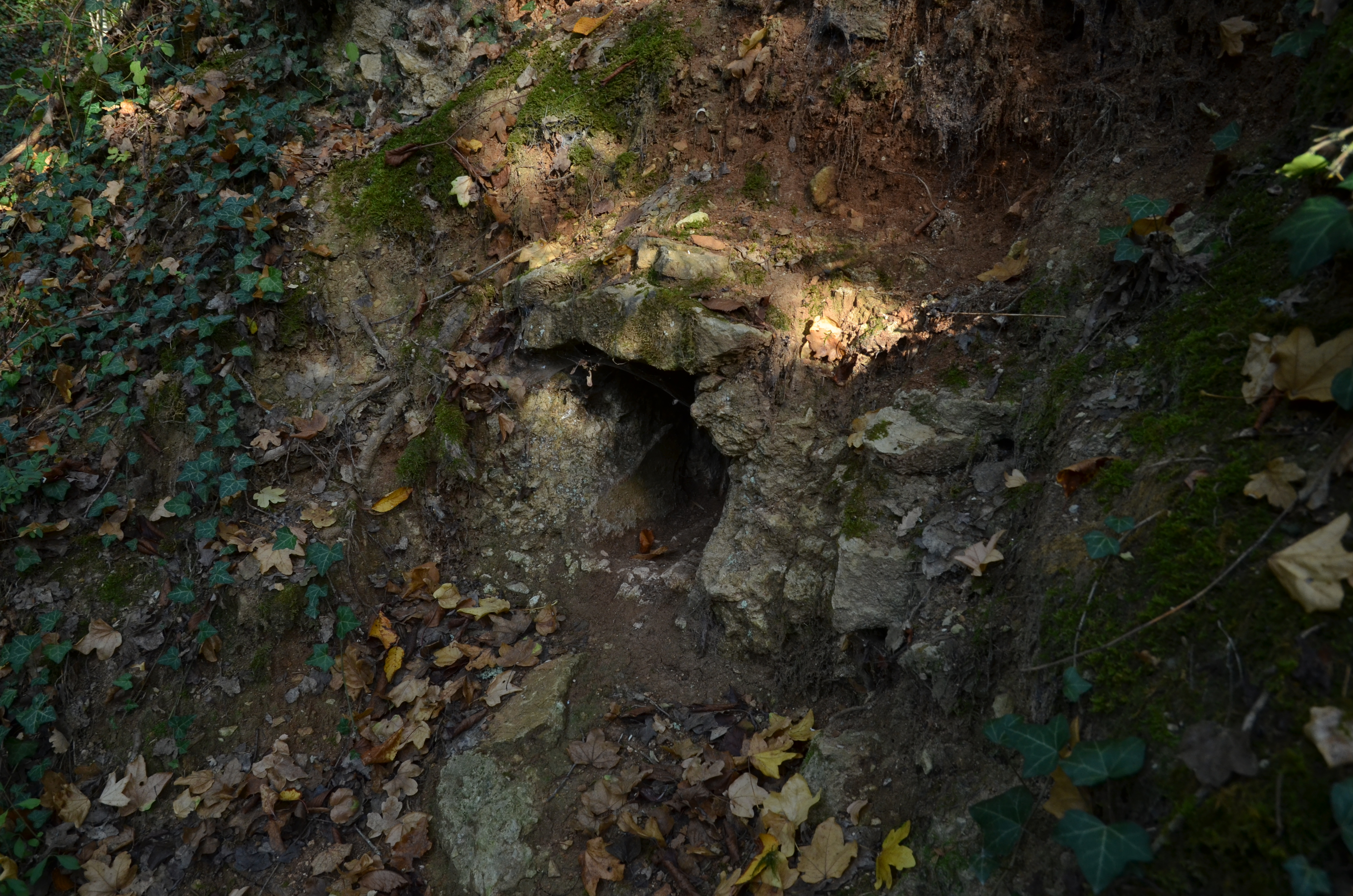
Остатки галло-римского акведука
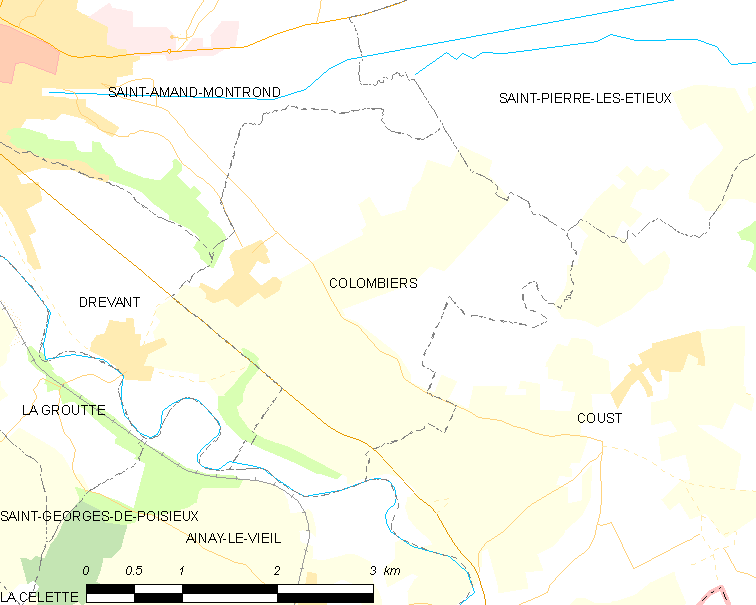
Карта коммуны